# فيليستيون اللوكري
فيليستيون اللوكري (نسبةً إلى لوكري) (باليونانية: Φιλιστίων) كان طبيباً وكاتباً في الطب. عاش في القرن الرابع قبل الميلاد .
كان فيليستيون من مدينة لوكري في إيطاليا. أحيانًاً كان يُسمى بفيليستيون الصقلي, كان معلمًا للطبيب خريسيبوس من كنيدوس وللفلكي والطبيب إيودوكسوس، لذا، يفترض بأنه عاش في القرن الرابع قبل الميلاد. كان واحداً من أولئك الذين دافعوا عن الرأي القائل أن ما يتم شُربه يذهب إلى الرئتين. نسب له بعض الكتاب القدماء الدراسة المعنونة  De Salubri Victus Ratione وكذلكDe Victus Ratione وكلا الدراستين تشكلان جزءا من مجموعة أبقراط. كان يعتبر بالنسبة للبعض أحد مؤسسي المدرسة التجريبية في الطب. كتب عن المواد الطبية، وعن فن الطبخ، نقل عنه بلينيوس الأكبر في عدة مواضع، كما نقل عنه جالينوس أيضاً. ينسب إليه أوريباسيوس اختراع آلة لتصحيح الخلع الحاصل في عظم العضد.